# Grace Park
Grace Park est une actrice américano-canadienne d'origine sud-coréenne, née le 14 mars 1974 à Los Angeles.
Principalement connue à la télévision, elle est révélée dans le show pour adolescents Edgemont (2001-2005), puis elle accède à une certaine notoriété grâce au rôle de Sharon Valerii (ainsi que pour toutes les autres versions du Cylon Numéro Huit) dans la série télévisée Battlestar Galactica et ses dérivés (2003-2009). Elle confirme ensuite, en incarnant l'agent Kono Kalakaua dans la série à succès Hawaii 5-0 (2010-2017). Depuis 2018, elle est à l'affiche de la série télévisée dramatique A Million Little Things.

## Biographie

### Enfance et formation
Native de Los Angeles, sa famille déménage au Canada alors qu'elle n’a que 22 mois. Elle est élevée dans le quartier de Kerrisdale à Vancouver.
Elle est diplômée de l'école Magee Secondary School. Elle choisit ensuite d'étudier la psychologie et l'espagnol, à l'université de la Colombie-Britannique et en ressort diplômée. Elle parle par ailleurs coréen, ainsi qu'un peu français, espagnol et cantonais.
Grace Park possède la double nationalité aux États-Unis et au Canada,,.

### Débuts de carrière et révélation à la télévision

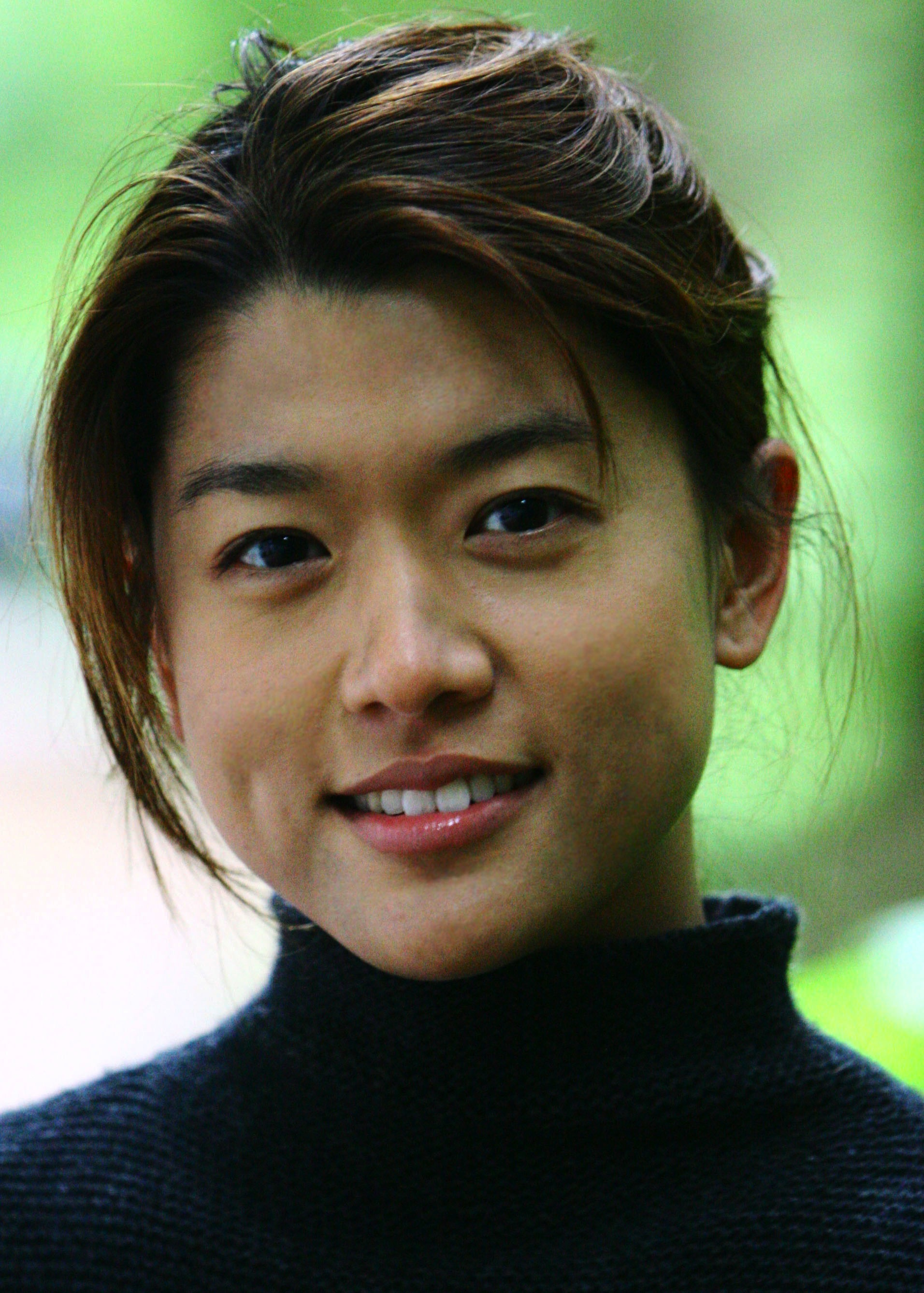
Grace Park, photographiée en 2005.

Grace Park commence, dans un premier temps, une carrière de mannequin. En 2000, elle décroche un rôle mineur dans le film d'action hongkongais Roméo doit mourir. À la télévision, elle enchaîne les apparitions dans de nombreuses séries. Elle débute en tournant dans deux épisodes de la série fantastique Au-delà du réel : L'aventure continue ainsi que dans deux épisodes de Secret Agent Man ; elle décroche son premier rôle régulier pour un arc narratif de cinq épisodes du show fantastique L'Invincible puis elle intervient dans un épisode de Dead Last.
Toutefois, elle se fait réellement connaître grâce au rôle régulier de Shannon Ng dans la série télévisée Edgemont, de 2001 à 2004. Il s'agit d'un soap-opéra canadien qui met en scène le quotidien d'adolescents, évoquant des thèmes comme l'amour, la découverte de la sexualité, le militantisme etc. Il est essentiellement destiné et apprécié par un public d'adolescents. Cette série permet de révéler les actrices Kristin Kreuk et Jessica Lucas. Grace Park a déjà 26 ans lorsqu'elle endosse ce rôle de lycéenne lesbienne introvertie de 15 ans.
Parallèlement au tournage de cette série, Grace Park continue d'apparaître dans des shows à succès comme Dark Angel et Stargate SG-1, en 2001. Cette même année, elle fait face à une première déconvenue, en jouant un rôle récurrent dans la série L'Invincible aux côtés de Lorenzo Lamas, mais le programme est annulé au bout de la première saison, faute d'audiences.
Elle continue ses interventions comme pour la série Andromeda et un rôle récurrent dans la première saison de Jake 2.0, en 2003. À la fin de cette année, elle intègre la distribution principale d'une série télévisée de science-fiction post-apocalyptique intronisée par une mini série diffusée sur Syfy à partir du 8 décembre 2003. 

### Succès critique et public à la télévision

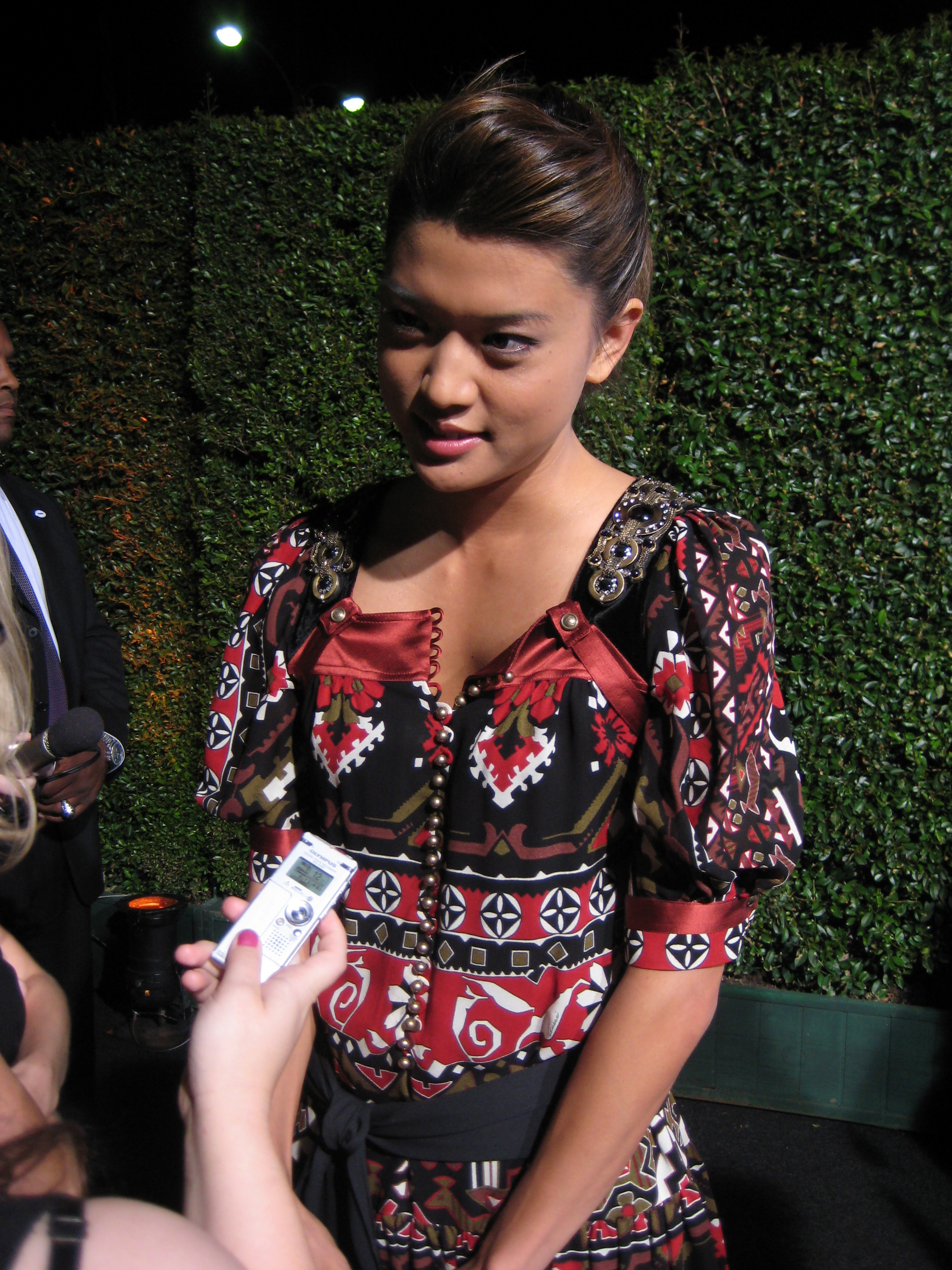
Grace Park, lors d'une entrevue avec Entertainment Weekly durant une soirée organisée par la marque Revlon, en 2008.

Il s'agit de la première partie de la réinvention de Battlestar Galactica basée sur la série télévisée Galactica. Elle a servi d'épisode pilote déguisé pour la série télévisée homonyme. C'est grâce à son incarnation de Sharon Valerii, de 2004 à 2009, que l'actrice accède à une notoriété publique plus importante. S'inscrivant dans la tradition des œuvres de science-fiction que sont Star Trek et Babylon 5, les scénaristes de Battlestar Galactica n'hésitent pas à traiter de problèmes sociaux, politiques, moraux, philosophiques et éthiques (contemporains ou pas) avec l'audace et la liberté que permet la science-fiction.
La série est globalement acclamée par la critique et réalise des records d'audiences pour la chaîne, elle est également lauréate de 3 Emmy Awards, considéré comme l'équivalent des Oscars pour la télévision.
Malgré cet engouement, l'actrice choisit de s'investir dans des projets moins exposés. En 2004, elle n'a qu'un petit rôle dans la mini série de trois épisodes Human Cargo. Elle intervient ensuite dans un épisode d'Andromeda et accepte de faire de la figuration pour un épisode de Dead Zone en incarnant une demoiselle d'honneur sexy. Elle décroche également un rôle dans le téléfilm dramatique Class Actions de Charles Haid.
En 2006, Grace Park est citée pour le AZN Asian Excellence Award 2006 du Meilleur espoir grâce à son interprétation dans Battlestar Galactica.
En 2007, elle joue le rôle de Sandra Telfair du GDI dans le célèbre jeu vidéo Command and Conquer 3 : Les Guerres du Tiberium. Cette même année, elle participe au téléfilm Battlestar Galactica: Razor et elle retrouve le cinéma pour le film dramatique indépendant West 32nd de Michael Kang.
Entre 2008 et 2009, Grace Park endosse le rôle de Numéro huit, une version alternative du précédent personnage qu'elle incarnait pour Battlestar Galactica: The Face of the Enemy et ses dix épisodes. En même temps, elle joue l'un des rôles principaux dans les deux saisons de la série dramatique The Cleaner. Ce show compte de nombreux acteurs et actrices venus jouer en guest-star, notamment, Whoopi Goldberg qui signe son retour.

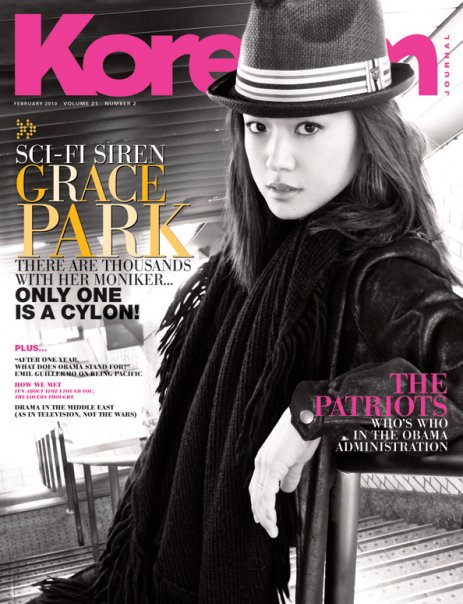
Grace Park en 2010, en couverture du magazine KoreAm.

En 2008, elle rejoint, au début de la seconde saison, la distribution principale de la série dramatique, bien accueillie par la critique, The Border. Elle conserve son rôle jusqu’à l'arrêt du show, deux ans plus tard, en 2010. L'année ou elle est nommée au Prix Gemini de la Meilleure interprétation féminine dans une série télévisée dramatique. Elle reçoit également un prix pour l'ensemble de sa carrière lors des KoreAm's Achievement Award for Entertainment.
En alternance avec sa carrière d'actrice, elle poursuit sa carrière de mannequin.
En 2009, elle joue dans un épisode de la série policière Les Experts et reste fidèle au Lieutenant Sharon Valerii lorsqu'elle ré-endosse son costume pour le téléfilm Battlestar Galactica: The Plan. Cette même année marque la fin de ce show à succès qui permet à Grace Park d'être considérée comme une égérie geek.

### Confirmation télévisuelle

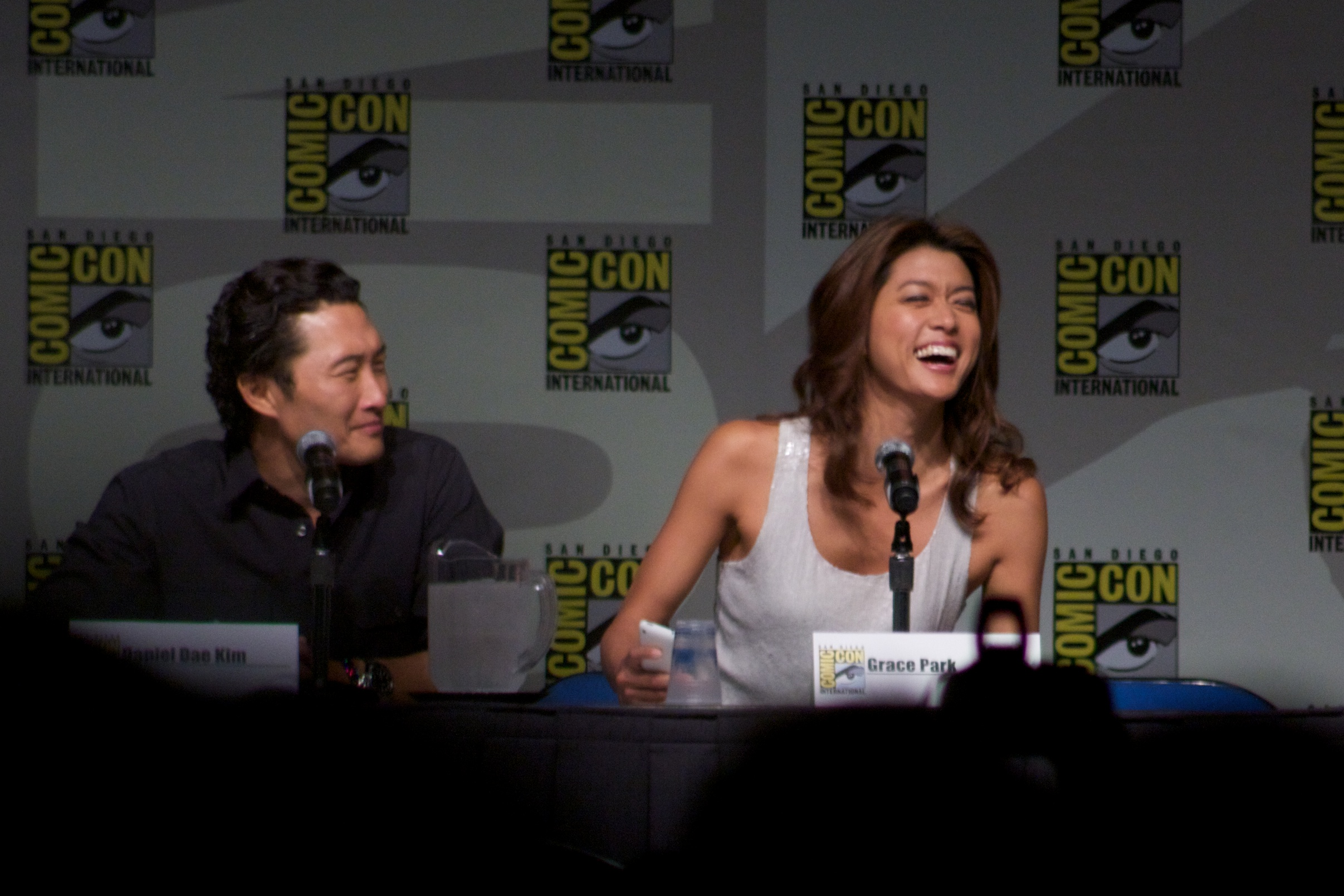
Daniel Dae Kim et Grace Park au Comic-Con de San Diego, en 2010, pour la présentation de la série télévisée Hawaii 5-0.

C'est grâce à cette nouvelle image que le réseau CBS pense à elle, en 2010, lorsque la chaîne décide de produire un remake de Hawaï police d'État (Hawaii 5-0), célèbre série américaine des années 1960-1970 et de métamorphoser Kono, flic à la carrure de sumo dans la version originale, en un personnage plus féminin. Elle joue le rôle d'une championne de surf, Kono Kalakaua, jeune diplômée de l'école de police qui intègre la police d'Hawaï.
La série est un succès critique et public et permet à Grace Park, considérée comme la vedette du show, d'être nommée trois années consécutives pour le Teen Choice Awards de la meilleure actrice dans une série télévisée d'action.
Le 30 juin 2017, elle annonce quitter la série avec Daniel Dae Kim (Chin Ho Kelly) à la suite des refus de la production d'aligner leurs salaires à ceux de Alex O'Loughlin (Steve (Steven) McGarrett ) et Scott Caan (Daniel « Danny/Danno » Williams) mais également pour des raisons personnelles.  
Après une courte pause, elle prend finalement la décision de revenir à la télévision, séduite par la nouvelle comédie dramatique du réseau ABC, A Million Little Things, ce qui l’éloigne des productions fantastique et d’action. Elle rejoint, en effet, la distribution principale de cette série qui se veut une réponse au succès de This Is Us, aux côtés de James Roday, David Giuntoli, Ron Livingston ainsi qu’a Allison Miller et Stephanie Szostak.

### Vie privée
Depuis 2004, elle vit à Vancouver avec son mari Phil Kim. Elle a donné naissance à un petit garçon en octobre 2013.
En 2006, elle arrive à la quatre vingt treizième position au classement des 100 plus belles femmes du magazine Maxim. En 2010, à ce même classement, elle atteint la soixantième place.
Elle est une ancienne membre de la secte NXIVM et est apparue dans des interviews et des vidéos de Keith Raniere,.

## Filmographie

### Cinéma
- 2000 : Roméo doit mourir (Romeo Must Die) de Andrzej Bartkowiak : Une danseuse
- 2003 : Fluffy de Brad Vaillancourt (court métrage): Amy
- 2007 : West 32nd de Michael Kang : Lila Lee
- 2008 : Run Rabbit Run de Kate Twa : Hannah Moon
- 2012 : The First Days de Helder Mauricio Carvajal (court métrage) : Libby
- 2017 : Public Schooled de Kyle Rideout : Mackenzie
- 2018 : Freaks de Zach Lipovsky et Adam B. Stein :  Agent Ray

### Télévision

#### Séries télévisées
- 1997 - 2001 : Au-delà du réel : L'aventure continue : Un avatar virtuel / Satchko (saison 3 épisode 1 et saison 7 épisode 15)
- 2000 : Secret Agent Man : Membre du staff / Louann (saison 1, épisodes 1 et 9)
- 2000 : L'Invincible : Mikiko (épisodes 1, 5, 16, 19 et 22)
- 2001 : Temps mort (Dead Last) : Barman #2 (saison 1, épisode 1)
- 2001 : Dark Angel : Reproductrice X5 (saison 2, épisode 1)
- 2001 : Stargate SG-1 : Lieutenant Satterfield  (saison 5, épisode 13)
- 2001 - 2004 : Edgemont : Shannon Ng (rôle principal - saisons 1 à 5, 64 épisodes)
- 2002 : Beyond Belief: Fact of Fiction : Maddie (saison 4, épisode 2)
- 2003 : Jake 2.0 : Fran Yoshida (saison 1, épisodes 6, 8, 14 et 16)
- 2003 : Battlestar Galactica (mini-série) : Lt. Sharon 'Boomer' Valerii (2 épisodes)
- 2004 : Human Cargo : Femme taïwanaise (mini-série, rôle principal - 3 épisodes)
- 2004 : Andromeda : Docteur 26Carol (saison 4, épisode 9)
- 2004 : Dead Zone : la demoiselle d'honneur sexy (saison 3, épisode 8)
- 2004 - 2009 : Battlestar Galactica : Lieutenant Sharon « Boomer » Valerii / « Athéna » Agathon (saisons 1 à 4, 66 épisodes)
- 2008 - 2009 : The Cleaner : Akani Cuesta (rôle principal - saisons 1 et 2, 25 épisodes)
- 2008 - 2009 : Battlestar Galactica: The Face of the Enemy : Numéro huit (saison 1, 10 épisodes)
- 2008 - 2010 : The Border : Agent spécial Liz Carver (saisons 2 et 3, 12 épisodes)
- 2009 : Les Experts : une participante à la convention de science-fiction (saison 9, épisode 20)
- 2010 : Human Target : La Cible : Eva Khan (saison 1, épisode 9)
- 2010 - 2013 : American Dad! : Akiko Yoshida (voix, saison 6, épisode 3 et saison 8, épisode 14)
- 2010 - 2017 : Hawaii 5-0 : Kono Kalakaua (rôle principal - saison 1 à 7, 164 épisodes)
- 2017 : MacGyver : Kono Kalakaua (saison 1, épisode 18)
- 2018-2023 : A Million Little Things : Katherine Kim Saville (rôle principal - saison 1 à 5, 73 épisodes )

#### Téléfilms
- 2002 : L.A. Law: The Movie de Michael Schultz : Charmaigne
- 2003 : Jinnah: On Crime - White Knight, Black Widow de Brad Turner : Cynthia Wong
- 2004 : Class Actions de Charles Haid : Leslie
- 2007 : Battlestar Galactica: Razor de Félix Enríquez Alcalá : Lt. Sharon 'Boomer' Valerii
- 2009 : Battlestar Galactica: The Plan de Edward James Olmos : Lt. Sharon 'Boomer' Valerii

### Jeux vidéo
- 2007 : Command and Conquer 3 : Les Guerres du Tiberium : Lieutenant Sandra Telfair

## Distinctions
Sources,, :

### Récompenses
- KoreAm's Achievement Award for Entertainment 2010 : Ensemble carrière

### Nominations
- AZN Asian Excellence Award 2006 : Meilleur espoir pour Battlestar Galactica
- Prix Gemini 2010 : Meilleure interprétation féminine dans une série télévisée dramatique pour The Border
- Teen Choice Awards 2011 : Meilleure actrice dans une série télévisée d'action pour Hawaii 5-0
- Teen Choice Awards 2012 : Meilleure actrice dans une série télévisée d'action pour Hawaii 5-0
- Teen Choice Awards 2013 : Meilleure actrice dans une série télévisée d'action pour Hawaii 5-0

## Voix francophones
Marie-Ève Dufresne est la voix française régulière de Grace Park. Elle l'a notamment doublée dans Battlestar Galactica (ainsi que Battlestar Galactica: Razor et Battlestar Galactica: The Plan), The Cleaner, Hawaii 5-0 et A Million Little Things.
Elle a cependant été remplacée par Sylvia Conti dans The Border et Fatiha Chriette dans Jake 2.0. Et c'est Geneviève Désilets qui double l'actrice dans Edgemont.